# Beilschmiedia yunnanensis
Beilschmiedia yunnanensis är en lagerväxtart som beskrevs av Hu Hsien-Hsu. Beilschmiedia yunnanensis ingår i släktet Beilschmiedia och familjen lagerväxter. Inga underarter finns listade i Catalogue of Life.